# باول ميلر (سياسي)
باول ميلر هو نقابي وسياسي كندي، ولد في 7 فبراير 1951 في هاميلتون في كندا. حزبياً، نشط في الحرب الديمقراطي الجديد لأونتاريو.

## مناصب
- انتخب عضو برلمان مقاطعة أونتاريو عن دائرة Hamilton East—Stoney Creek (provincial electoral district) [الإنجليزية]‏ خلال فترته النيابية [الإنجليزية]‏.
- انتخب عضو برلمان مقاطعة أونتاريو عن دائرة Hamilton East—Stoney Creek (provincial electoral district) [الإنجليزية]‏ خلال فترته النيابية [الإنجليزية]‏.
- انتخب عضو برلمان مقاطعة أونتاريو عن دائرة Hamilton East—Stoney Creek (provincial electoral district) [الإنجليزية]‏ خلال فترته النيابية [الإنجليزية]‏.
- انتخب عضو برلمان مقاطعة أونتاريو عن دائرة Hamilton East—Stoney Creek (provincial electoral district) [الإنجليزية]‏ خلال فترته النيابية [الإنجليزية]‏.

## وصلات خارجية
- الموقع الرسمي